# Lucille Charuk
Lucille Charuk (Delta, 13 agosto 1989) è una pallavolista canadese, centrale del Kamnik.

## Carriera

### Club
La carriera di Lucille Charuk inizia nei tornei scolastici canadesi con la South Delta SS, prima di trasferirsi negli Stati Uniti d'America, dove partecipa alla NCAA Division I con la Houston dal 2007 al 2011, saltando però l'edizione 2009.
Appena conclusa la carriera universitaria, all'inizio del 2012 firma il suo primo contratto professionistico, approdando nella 1.A Liga croata per disputare il finale della stagione 2011-12 con la maglia dello Split, con cui raggiunge le finali scudetto, per poi restare legata al club anche nella stagione successiva.
Nel campionato 2013-14 si trasferisce nella 1. DOL slovena per difendere i colori del Kamnik, col quale trionfa in Coppa di Slovenia e raggiunge le finali scudetto, per approdare nel campionato seguente al Fischbek di Amburgo, impegnato nella 1. Bundesliga tedesca.
Dopo qualche mese di inattività, nel gennaio 2016 ritorna in Germania, dove veste la maglia del Vilsbiburg nella seconda parte di stagione, mentre nel campionato 2016-17 approda in Romania, dove difende i colori del CSM Bucarest, in Divizia A1.
Nell'ottobre 2018 fa ritorno al club di Kamink, con cui si aggiudica un campionato, una Coppa nazionale e un'edizione della Middle European League.

### Nazionale
Nel 2011 entra a far parte della nazionale canadese, con cui viene premiata come miglior centrale alla Coppa panamericana 2015 e al campionato nordamericano 2015, pur non vincendo alcuna medaglia.

## Palmarès

### Club
- Campionato sloveno: 1

2019-20
- Coppa di Slovenia: 2

2013-14, 2018-19
- Middle European League: 1

2019-20

### Premi individuali
- 2011 - All-America Third Team
- 2015 - Coppa panamericana: Miglior centrale
- 2015 - NORCECA Champions Cup: Miglior centrale
- 2015 - Campionato nordamericano: Miglior centrale
- 2016 - Qualificazioni ai Giochi della XXXI Olimpiade: Miglior centrale